# Kakrina
Kakrina (bulgarisch Къкрина) ist ein Dorf in der Gemeinde Lowetsch, Oblast Lowetsch im Norden Bulgariens. Das Dorf befindet sich im sogenannten Vorbalkan, eine Gebirgskette nördlich des Balkangebirges.

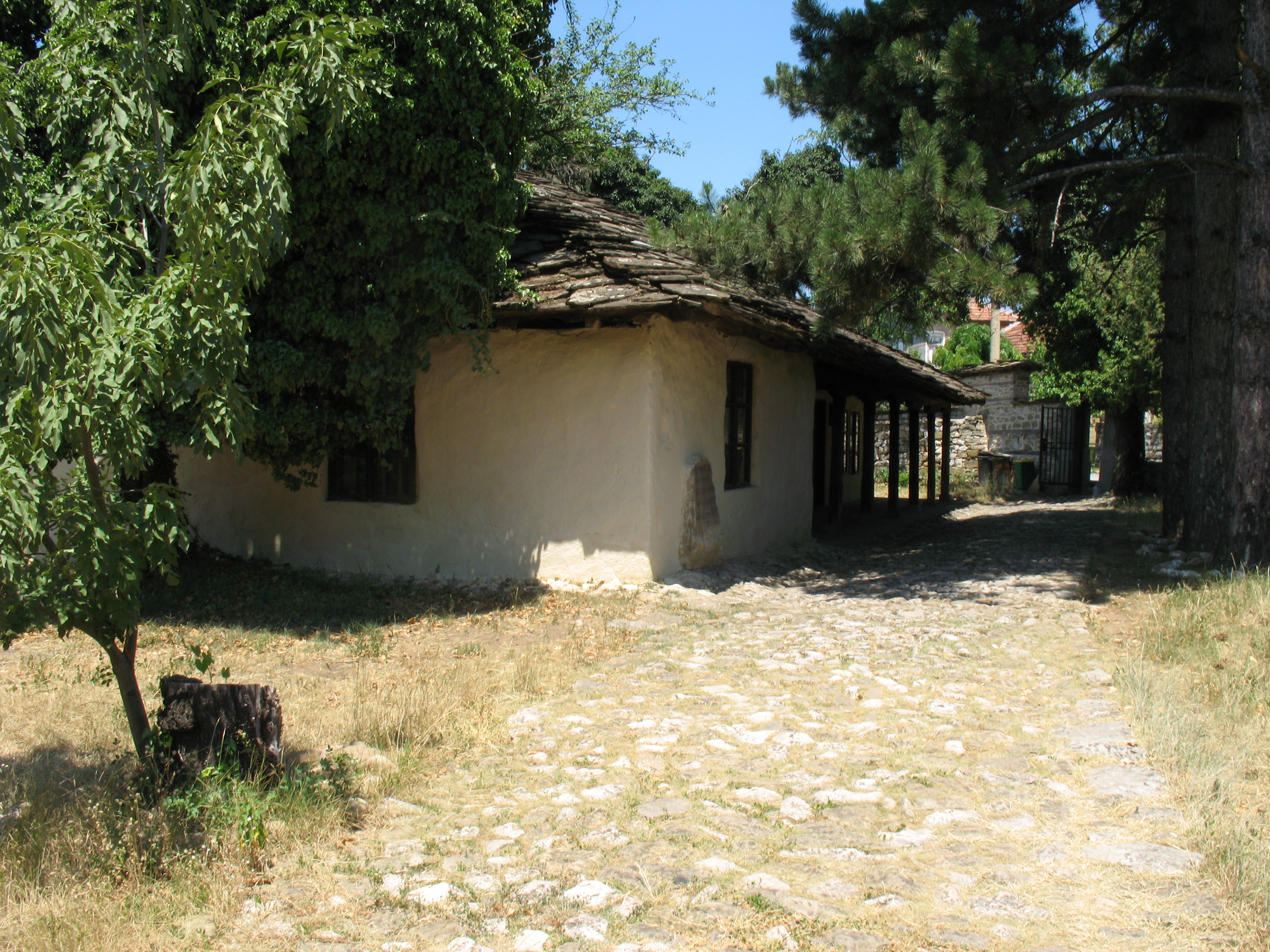
Das Museum „Wassil Lewski“

Das Dorf ist als der Ort der Festnahme des bulgarischen Freiheitskämpfer und Ideologen Wassil Lewski am 15. Dezemberjul. / 27. Dezember 1872greg. bekannt. Der genaue Ort, der Chan (Raststätte) von Christo Zonew ist heute ein Museum. Das Museum wurde am 10. Mai 1931 eröffnet und war bis 1989 eines der 100 nationalen touristischen Objekte in Bulgarien. Der Ort ist seit 2014 Namensgeber für den Kakrina Point, eine Landspitze von Clarence Island in der Antarktis.

## Persönlichkeiten
- Christo Iwanow-Golemija (1838–1898), Freiheitskämpfer und Revolutionär
- Zatscho Sjarow (1888–1959), Anwalt und Politiker
- Nikola Sjarow, Arzt und Politiker